# Donald K. Yeomans
Donald K. Yeomans (Rochester, ...) è un astronomo statunitense, specializzato in meccanica celeste, attualmente in pensione.
Yeomans è membro dell'Unione Astronomica Internazionale: partecipa ai lavori della sezione XII, nella commissione 41, e della sezione III, nelle commissioni 15, 20, 22 e nel gruppo di lavoro SBN (il gruppo di lavoro che attribuisce i nomi alle comete e agli asteroidi), fa parte anche del comitato per la mitigazione dei rischi da impatti astronomici.

## Biografia
Yeomans è nato a Rochester (New York), è sposato con Laurie e ha due figli. Risiede in California.

## Studi
Nel 1964 ha preso il Bachelor of Arts in matematica presso il Middlebury College a Middlebury (Vermont). Nel 1967 ha preso un Master of Science presso la Università del Maryland. Nel 1970 ha preso un Dottorato di ricerca in astronomia sempre presso l'Università del Maryland.

## Carriera
Dopo gli studi ha lavorato nei primi anni 1970 presso la Computer Sciences Corporation (CSC), oggi DXC Technology.
Dal 1976 ha cominciato a lavorare presso il Jet Propulsion Laboratory a Pasadena, in California arrivando ad esserne uno dei principali ricercatori, divenendo il supervisore del gruppo di studi di meccanica celeste del sistema solare e dal 1998 il responsabile del gruppo dei ricercatori della NASA che si occupa del programma di studio dei NEO (gli asteroidi o comete che si avvicinano alla Terra) e di calcolare le loro effemeridi e i loro futuri passaggi vicino alla Terra.
Yeomans ha inoltre partecipato alla preparazione e allo studio dei dati ricevuti di varie missioni spaziali:
- la International Cometary Explorer (già ISEE-3) che nel 1985 attraversò la coda della cometa 21P/Giacobini-Zinner[1].
- la Galileo che per prima fotografò due asteroidi, 951 Gaspra nel 1991 e 243 Ida nel 1993[3].
- la NEAR (ridenominata in seguito NEAR Shoemaker) che ha studiato gli asteroidi 253 Mathilde nel 1997 e 433 Eros nel 1998/1999[4].
- la CONTOUR destinata a studiare le comete 2P/Encke e 73P/Schwassmann-Wachmann[9], purtroppo la missione è fallita a seguito della distruzione della sonda poco dopo il lancio avvenuto nel 2002.
- la Hayabusa (inizialmente chiamata Muses-c) inviata a studiare l'asteroide 25143 Itokawa, raggiunto nel 2005, ed a riportare sulla Terra dei campioni[10].
- la Deep Impact che nel 2005 ha studiato la cometa 9P/Tempel[11], la sonda ribattezzata EPOXI è stata reindirizzata allo studio nel 2010 della cometa 103P/Hartley[12].

## Ricerche
Il campo principale degli studi di Yeomans è stato lo studio fisico ed il calcolo delle orbite e delle effemeridi degli asteroidi e comete, in particolare di quelli che si avvicinano alla Terra.
In tale ambito Yeomans si è occupato di:
- studiare a fondo l'orbita della cometa di Halley nel quadro del programma International Halley Watch[13]. Yeomans ha calcolato la posizione precisa della cometa di Halley nel passato risalendo fino al 1404 a.C.,[14] permettendo così la scoperta di una tavoletta babilonese conservata nel British Museum a Londra contenente le osservazioni della Halley durante il passaggio dell'anno 164 A.C., la riscoperta il 16 ottobre 1982 della cometa[8] ed a cinque sonde di studiarla nel marzo 1986[3].
- calcolare, assieme a Paul Chodas, le circostanze in cui sarebbe avvenuto l'impatto della cometa Shoemaker-Levy 9 col pianeta Giove nel luglio 1994[3].
- si è occupato dell'analisi comparativa e delle conseguenti implicazioni delle orbite degli sciami meteorici con le loro comete progenitrici[13].

I risultati dei suoi lavori e ricerche sono contenuti in oltre 150 articoli scientifici e 3 libri.

## Riconoscimenti
- nel 1986 gli è stato assegnato l'Alumni Achievement Award[15].
- nel 1986 gli è stata assegnata la NASA Medal for Exceptional Service[16].
- nel 2005 gli è stato assegnato il Distinguished Alumnus Award[7][17].
- nel 2009 gli è stata assegnata la Distinguished Service Medal[18].
- nel 2013 gli è stata assegnata la Carl Sagan Medal for Public Communication[4].

Gli è stato dedicato un asteroide, 2956 Yeomans.